# Georg Gräwe

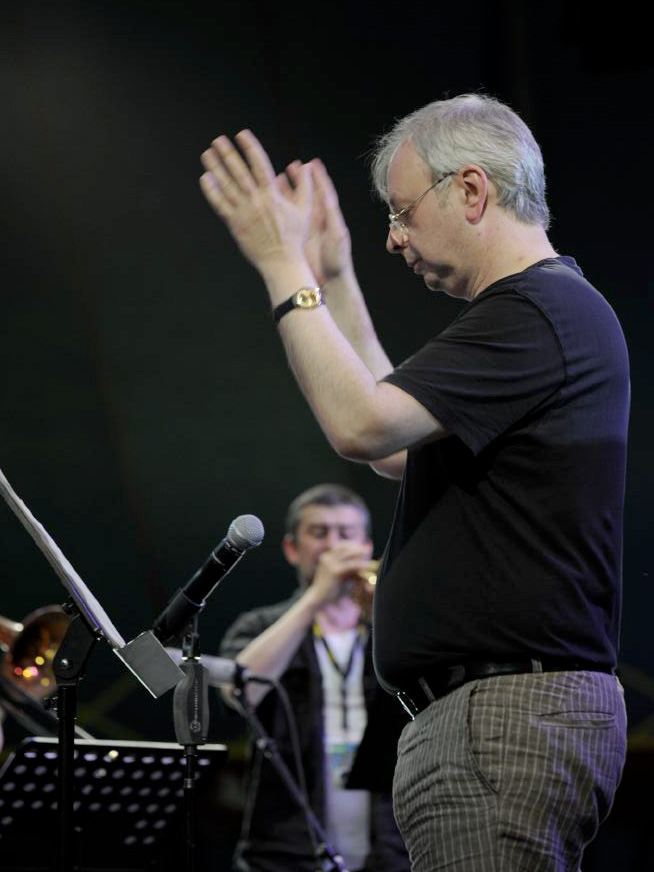
Georg Gräwe, moers festival 2010

Georg Gräwe (* 28. Juni 1956 in Bochum, häufig auch Georg Graewe) ist ein deutscher Komponist und ein Pianist des Modern Creative Jazz und der neuen Improvisation.

## Leben und Wirken
Gräwe, der musikalischer Autodidakt ist, begann 1971 als Gitarrist in einer Rockgruppe. 1974 gründete er als Pianist sein erstes Quintett, das von Free Music Production mit zwei Alben dokumentiert wurde und bis 1980 existierte. Anschließend begann er die Zusammenarbeit mit Theo Jörgensmann. 1981 gründete er sein „Grubenklangorchester“, das zunächst von Kompositionen Eislers und Bergmannsliedern ausging, dann aber eine eigene Tonsprache mit neuartigen Strukturen aus auskomponierten Teilen und freier Improvisation fand. Dieses Ensemble im Mittelformat, das nach Martin Kunzler „eine hochinteressante Alternative irgendwo zwischen dem Willem Breuker Kollektief und dem Vienna Art Orchestra bildete“, existierte mit internationaler Besetzung (u. a. Willem van Manen, Phil Minton) mehr als ein Jahrzehnt lang, fand bei Kritik und Hörerschaft viel Beachtung und trat auf internationalen Festivals auf. Gräwe arbeitete zudem mit Anthony Braxton, John Tchicai, Evan Parker, Barre Phillips, Marilyn Crispell, John Lindberg, Mark Feldman, Joëlle Léandre, Herb Robertson, François Houle oder Ken Vandermark zusammen. Seit 1989 spielt er im Trio mit Ernst Reijseger und Gerry Hemingway (The View from Points West). Ab 1995 spielte er auch im Quintett mit Mats Gustafsson, Sebi Tramontana, Mark Dresser und Mark Sanders; außerdem bildet er ein Quartett mit Frank Gratkowski, Kent Kessler und Hamid Drake. Mit Dorothea Schürch, Anne LeBaron, Robert Dick, Melvyn Poore und Hans Schneider bildete er ein „Chamber Ensemble“. 2020 entstand mit der zehnköpfigen Sonic Fiction Orchestra das Album Fortschritt & Vergnügen. Weiterhin trat Gräwe, der sich intensiv mit der Tradition des afroamerikanischen Klavierspiels im Jazz auseinandergesetzt hat, mit Soloperformances und im Duo mit Sebi Tramontana auf.
Gräwes Kompositionen, die sowohl der europäischen Moderne als auch den Entwicklungen der Jazzavantgarde verpflichtet sind, wurden weltweit aufgeführt. Neben Klaviermusik verfasste er Kammermusik, Orchesterstücke, Filmmusik (u. a. für das Fernsehen zu Karl Grunes Stummfilm Schlagende Wetter), sowie drei Opern und Musiken für Theateraufführungen (u. a. für das Schauspielhaus Bochum, Schauspiel Köln und das Burgtheater Wien), Hörspiele, Videoproduktionen und Installationen.
1993 hat er das Label Random Acoustics gegründet. Er lehrte am Jazz-Institut Berlin und lebt zurzeit in Nickelsdorf.

## Auszeichnung
2015 erhielt Gräwe den mit 15.000 Euro dotierten SWR-Jazzpreis; mit ihm werde ein Musiker gewürdigt, „dem der Jazz in Deutschland richtungsweisende Impulse verdankt. Insbesondere durch die Ausformung einer ebenso freien wie konzisen Klang- und Formsprache, die von der amerikanischen Jazzklavier-Tradition genauso beeinflusst ist wie von der europäischen Kunstmusik, hat Graewe Maßstäbe gesetzt“, hieß es in der Begründung der Jury.

## Sekundärliteratur
- Martin Kunzler: Jazz-Lexikon. Band 1: A–L (= rororo-Sachbuch. Bd. 16512). 2. Auflage. Rowohlt, Reinbek bei Hamburg 2004, ISBN 3-499-16512-0.